# Aretuza (najada)
Aretuza (gr. Ἀρέθουσα Aréthousa, łac. Arethusa) – w mitologii greckiej nimfa Peloponezu i Sycylii, towarzyszka Artemidy.
Zakochał się w niej bóg rzeki Alfejos (płynącej w Grecji między Elidą i Arkadią). Aretuza uciekła przed nim na wyspę Ortygię w Syrakuzach na Sycylii, gdzie zamieniła się w źródło. Po przemianie bóg Alfejos zmieszał się z Aretuzą, swą własną wodą i tak powstało Źródło Aretuzy.